# Barjacoba (Orense)
Barjacoba (llamada oficialmente San Lourenzo de Barxacova) es una parroquia y una aldea del municipio español de Parada del Sil, en la provincia de Orense, Galicia.

## Toponimia
La parroquia también es conocida por los nombres de San Lorenzo de Barjacoba  y San Lourenzo de Barxacoba.

## Organización territorial
La parroquia está formada por dos entidades de población:
- Barjacoba (Barxacova)
- San Lorenzo (San Lourenzo)

## Demografía

### Parroquia
| Gráfica de evolución demográfica de Barjacoba (parroquia) entre 2000 y 2023 |
|                                                                             |
| Datos según el nomenclátor publicado por el INE.                            |

### Aldea
| Gráfica de evolución demográfica de Barjacoba (aldea) entre 2000 y 2023 |
|                                                                         |
| Datos según el nomenclátor publicado por el INE.                        |